# Oospila rubescens
Oospila rubescens là một loài bướm đêm trong họ Geometridae.